# Mickleover Sports FC
Mickleover Sports FC (celým názvem: Mickleover Sports Football Club) je anglický fotbalový klub, který sídlí ve městě Mickleover v nemetropolitním hrabství Derbyshire. Založen byl v roce 1948. Od sezóny 2015/16 hraje v Northern Premier League Premier Division (7. nejvyšší soutěž). Klubové barvy jsou červená a černá.
Své domácí zápasy odehrává na stadionu The Raygar Stadium s kapacitou 1 500 diváků.

## Úspěchy v domácích pohárech
Zdroj: 
- FA Cup
  - 3. předkolo: 2010/11, 2014/15
- FA Trophy
  - 3. předkolo: 2014/15, 2016/17
- FA Vase
  - 4. kolo: 2000/01

## Umístění v jednotlivých sezonách
Stručný přehled
Zdroj: 
- 1993–1995: Central Midlands League (Premier Division)
- 1995–1999: Central Midlands League (Supreme Division)
- 1999–2003: Northern Counties East League (Division One)
- 2003–2009: Northern Counties East League (Premier Division)
- 2009–2010: Northern Premier League (Division One South)
- 2010–2012: Northern Premier League (Premier Division)
- 2012–2015: Northern Premier League (Division One South)
- 2015– : Northern Premier League (Premier Division)

Jednotlivé ročníky
Zdroj: 
Legenda: Z - zápasy, V - výhry, R - remízy, P - porážky, VG - vstřelené góly, OG - obdržené góly, +/- - rozdíl skóre, B - body, červené podbarvení - sestup, zelené podbarvení - postup, fialové podbarvení - reorganizace, změna skupiny či soutěže
| Sezóny  | Liga                                         | Úroveň | Z  | V  | R  | P  | VG  | OG | +/- | B  | Pozice |
| ------- | -------------------------------------------- | ------ | -- | -- | -- | -- | --- | -- | --- | -- | ------ |
| 2009/10 | Northern Premier League (Division One South) | 8      | 42 | 28 | 5  | 9  | 93  | 51 | +42 | 89 | 1.     |
| 2010/11 | Northern Premier League (Premier Division)   | 7      | 42 | 15 | 7  | 20 | 70  | 76 | -6  | 52 | 15.    |
| 2011/12 | Northern Premier League (Premier Division)   | 7      | 42 | 11 | 10 | 21 | 67  | 85 | -18 | 40 | 21.    |
| 2012/13 | Northern Premier League (Division One South) | 8      | 42 | 7  | 13 | 22 | 51  | 92 | -41 | 34 | 21.    |
| 2013/14 | Northern Premier League (Division One South) | 8      | 40 | 22 | 7  | 11 | 82  | 62 | +20 | 73 | 5.     |
| 2014/15 | Northern Premier League (Division One South) | 8      | 42 | 31 | 5  | 6  | 105 | 40 | +65 | 98 | 1.     |
| 2015/16 | Northern Premier League (Premier Division)   | 7      | 46 | 11 | 13 | 22 | 50  | 74 | -24 | 46 | 20.    |
| 2016/17 | Northern Premier League (Premier Division)   | 7      | 46 | 19 | 3  | 24 | 68  | 71 | -3  | 60 | 16.    |
| 2017/18 | Northern Premier League (Premier Division)   | 7      | 46 | 16 | 13 | 17 | 68  | 60 | +8  | 61 | 13.    |
| 2018/19 | Northern Premier League (Premier Division)   | 7      | 42 |    |    |    |     |    |     |    |        |